# Teresa Ibañez Axpe
Teresa Ibáñez Axpe (Murguía, Álava, 13 de enero de 1944) es una actriz española de teatro, cine y televisión.

## Primeros años
Estudió hasta los 12 años, edad en que como tantas niñas de la época, dejó de estudiar para prepararse en peluquería. Siendo mayor se incorporó a los estudios en el Encuentro de Educación Permanente de Adultos de Vitoria, donde se le presentó la ocasión de participar en su primera obra de teatro, en la asignatura de Literatura.

## Carrera artística
Comenzó sus trabajos en el teatro, pero también ha participado en el cine, tanto en cortometrajes como en largometrajes, en series de televisión y de forma relevante su trayectoria en el teatro.
Su primer éxito en el teatro se produjo en 1995 con la obra Matrona Uni Viro, representando a Julia, que en la época victoriana lucha por romper con el papel tradicionalmente asignado a las mujeres.
Es componente de la Compañía Vasca de Teatro Danza desde su creación en 2007 y también es fundadora desde los años 90 del grupo teatral de mujeres Sustraiak, de Vitoria. Además es cofundadora de la compañía Ortzai, también de Vitoria junto con Iker Ortiz de Zarate, su hijo.
Asimismo se ha destacado por su trabajo en defensa del papel de la mujer y su emancipación, como es el caso, por un lado, de la obra Las estrellas también brillan en otoño, que se estrenó en Vitoria en 1996 con un reparto exclusivamente de mujeres. Por otro lado, en el montaje de Ortzai Fígaro Garate. Las bodas de Fígaro, representó al personaje que hace el monólogo central en el que denuncia la situación de la mujer en esta sociedad.
Como actividad relacionada con su relevancia en el mundo de la representación alavesa, en 2023 impartió una charla en la sala de la Fundación Kutxa titulada Una vida ante las cámaras y sobre el escenario, para comunicar sus experiencias filmográficas y teatrales, ya que representa un referente para toda una generación de intérpretes como Patricia López Arnáiz o Susana Abaitua.

### Cortometrajes
- Amores que matan (2000), de Itziar Bollain,
- Hadas (2024)
- Ecosistema (2004)

### Largometrajes
- La flor de mi secreto (1995), dirigida por Pedro Almodóvar
- Mensaka (1998)
- La voz de su amo (2001)
- 20.000 especies de abejas (2023), dirigida por Estibaliz Urresola, en la que representó el papel de Conchi

### Series de Televisión
- Famosos y familia (1999), de Fernando Colomo
- Hospital Central (2000)
- La que se avecina
- ¿Hay alguien ahí?
- Cuéntame cómo pasó
- Petra Delicado (1999)
- El Pueblo

### Teatro
Teresa se ha dedicado fundamentalmente a la representación en el escenario y ha interpretado papeles tanto en obras clásicas como contemporáneas:
- Matrona Uni Viro
- Las Bodas de Fígaro, de Beaumarchais
- El Pájaro Verde, de Carlo Gozzi
- Antonio y Cleopatra, de Shakespeare
- La loca de Chaillot, de Jean Giraudoux, en la que interpretó el papel de protagonista
- ¿Y ahora? Eta orain zer? (2011), de Iker Ortiz de Zarate
- Las azarosas andanzas de dos pícaras pellejas (2020), también de Iker Ortiz de Zarate.

## Premios y nominaciones
2011. Pregonera de los Carnavales de Vitoria.
2012. Premio Adindu de Honor.
2018. Homenaje del Ayuntamiento de Zuya, por su labor en pro de la igualdad entre hombres y mujeres.
2023. Premio Ramón Rubial a la Cultura, 16ª ed. a la compañía de teatro Ortzai, de la que es cofundadora.
2024. Pregonera en las fiestas de Álava de San Prudencio.
2024. Insignia alavesa, entregada por el diputado General de Álava, por su extensa carrera en el teatro y la filmografía.